# Solter robustus
Solter robustus är en insektsart som beskrevs av Hölzel 1972. Solter robustus ingår i släktet Solter och familjen myrlejonsländor. Inga underarter finns listade i Catalogue of Life.